# Польско-французский союз

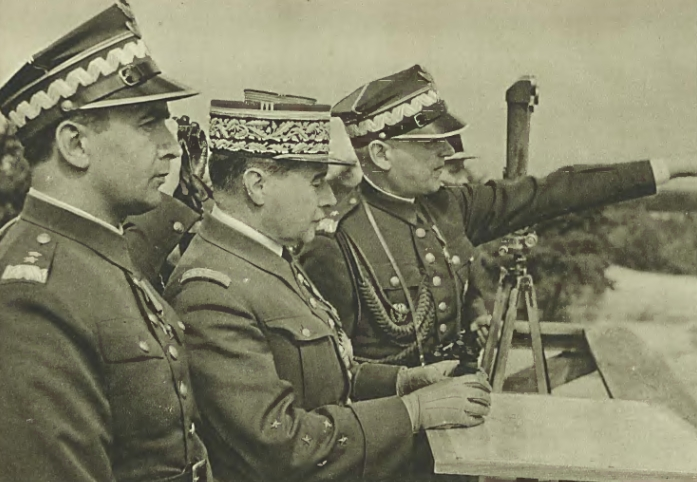
Министр по военным делам Польши Каспшицкий, Тадеуш и начальник Генерального штаба французской армии Морис Гамелен во время учений на полигоне в Рембертуве, Польша, 14 августа 1936 года

Польско-французский союз (пол. Sojusz polsko-francuski; фр. Alliance franco-polonaise) — военный союз между Польшей и Францией, действовавший с начала 1920-х годов до начала Второй мировой войны. Первоначальные соглашения были подписаны в феврале 1921 года и официально вступили в силу в 1923 году. В межвоенный период союз с Польшей был одним из краеугольных камней французской внешней политики.

## Предыстория
Во время соперничества Франции и Габсбургов, которое началось в XVI веке, Франция пыталась найти союзников к востоку от Австрии, надеясь на союз с Польшей. Король польский Ян III Собеский также намеревался заключить союз с Францией для предотвращения угрозы со стороны Австрии, но более серьезная опасность вторжения со стороны Османской империи, возглавляемой мусульманами, заставила его сражаться за христианское дело в Венской битве. В XVIII веке Польша была разделена Российской империей, Прусским королевством и Габсбургской монархией, но Наполеон воссоздал польское государство в Варшавском герцогстве. С возникновением объединенной Германской империи в 19 веке Франция и Польша обрели нового общего врага.

## Межвоенный период
Во время советско-польской войны 1920 года Франция, одна из самых активных сторонниц Польши, направила французскую военную миссию для оказания помощи польской армии. В начале февраля в Париже глава Польского государства Юзеф Пилсудский и президент Франции Александр Мильеран обсудили три пакта: политический, военный и экономический.
Политический союз был подписан 19 февраля 1921 года министром иностранных дел Польши Евстафием Сапегой и министром иностранных дел Франции Аристидом Брианом на фоне переговоров, завершивших польско-советскую войну Рижским договором. Договор предполагал общую внешнюю политику, развитие двусторонних экономических контактов, консультации по новым пактам, касающимся Центральной и Восточной Европы, и помощь в случае, если одна из подписавших его сторон станет жертвой «неспровоцированного» нападения. По существу, это был оборонительный союз. Секретное военное соглашение было подписано двумя днями позже, 21 февраля 1921 года, и уточняло, что оно было направлено против возможных угроз со стороны как Германии, так и Советской России. Нападение на Польшу заставило бы Францию держать свободными линии связи и сдерживать Германию, но не потребовало бы от нее отправки войск или объявления войны. И политический, и военный пакты юридически не действовали до ратификации экономического пакта, что произошло 2 августа 1923 года.
В дальнейшем союз был расширен соглашением, подписанным 16 октября 1925 года в Локарно в рамках Локарнских договоров. Новый договор присоединил все ранее подписанные польско-французские соглашения к системе взаимных пактов Лиги Наций.
Союзы Франции с Польшей и Чехословакией были направлены на то, чтобы удержать Германию от применения силы для достижения пересмотра послевоенного урегулирования и обеспечить противостояние немецких сил значительной объединенной мощи соседей. Хотя Чехословакия имела значительную экономику и промышленность, а Польша — сильную армию, франко-польско-чехословацкий треугольник так и не раскрыл своего потенциала. Внешняя политика Чехословакии под руководством Эдварда Бенеша избегала подписания официального союза с Польшей, что заставило бы Чехословакию принять сторону Польши в польско-германских территориальных спорах. Влияние Чехословакии было ослаблено сомнениями союзников в надежности её армии, а влияние Польши было подорвано борьбой между сторонниками и противниками Юзефа Пилсудского. Нежелание Франции инвестировать в промышленность своих союзников (особенно Польши), улучшать торговые отношения, покупая их сельскохозяйственную продукцию, и делиться военным опытом еще больше ослабило союз.
В 1930-е годы союз в основном бездействовал, и его единственным результатом было сохранение французской военной миссии в Польше, которая работала с польским генеральным штабом со времен советско-польской войны. Однако, поскольку во второй половине десятилетия немецкая угроза становилась все более заметной, обе страны начали искать новый пакт, гарантирующий независимость всех договаривающихся сторон и военное сотрудничество в случае войны с Германией.

## 1939 год
Наконец, в 1939 году начал формироваться новый союз. Конвенция Каспшицкого-Гамелена была подписана 19 мая 1939 года в Париже. Она была названа в честь польского военного министра генерала Тадеуша Каспшицкого и командующего французской армией Мориса Гамелена. Военная конвенция заключалась между армиями, а не между государствами, и не имела юридической силы, так как зависела от подписания и ратификации политической конвенции. Она обязывала обе армии оказывать друг другу помощь в случае войны с Германией. В мае Гамелен пообещал «смелое наступление» в течение трех недель после нападения Германии.
Договор был ратифицирован Францией 4 сентября 1939 года, на четвертый день немецкого вторжения в Польшу.
Однако Франция оказала Польше во время войны лишь символическую помощь в виде Саарской наступательной операции, которая часто рассматривалась как пример предательства Запада. Тем не менее, политическая конвенция стала основой для воссоздания польской армии во Франции.
Петр Зыхович цитирует воспоминания французского посла в Польше Леона Ноэля, который еще в октябре 1938 года писал: «Крайне важно, чтобы мы исключили из наших обязательств всё, что лишит французское правительство свободы решений в тот день, когда Польша окажется в состоянии войны с Германией». Министр иностранных дел Жорж Бонне успокоил Ноэля, написав, что «наш договор с Польшей полон пробелов, необходимых для того, чтобы удержать нашу страну от войны».